# Hingstepeira
Genre
Hingstepeira est un genre d'araignées aranéomorphes de la famille des Araneidae.

## Distribution
Les espèces de ce genre se rencontrent en Amérique du Sud.

## Liste des espèces
Selon World Spider Catalog (version 17.0, 15/03/2016) :
- Hingstepeira arnolisei Levi, 1995
- Hingstepeira dimona Levi, 1995
- Hingstepeira folisecens (Hingston, 1932)
- Hingstepeira isherton Levi, 1995

## Étymologie
Ce genre est nommé en l'honneur de Richard William George Hingston.

## Publication originale
- Levi, 1995 : Orb-weaving spiders Actinosoma, Spilasma, Micrepeira, Pronous, and four new genera (Araneae: Araneidae). Bulletin of the Museum of Comparative Zoology, vol. 154, no 3, p. 153-213 (texte intégral).